# Sabrina Carpenter
Pour les articles homonymes, voir Carpenter.
Sabrina Carpenter, née le 11 mai 1999 à Quakertown en Pennsylvanie, est une chanteuse, autrice-compositrice-interprète et actrice américaine.
Elle se fait connaître en jouant dans des séries télévisées et des films produits par Walt Disney Television et Netflix telles que Le Monde de Riley de 2014 à 2017, La Loi de Milo Murphy de 2016 à 2019, Tall Girl en 2019, Work It en 2020 et dans Tall Girl 2 en 2022.
En parallèle, elle commence une carrière musicale sous contrat avec Hollywood Records en 2014 et sort son premier single Can't Blame a Girl for Trying suivi de quatre albums en studio : Eyes Wide Open (2015), Evolution (2016), Singular: Act I (2018) et Singular: Act II (2019) jusqu'à 2020. Avec Island Records depuis 2021, elle publie Emails I Can't Send et Short n' Sweet qui connaissent un succès international. Elle est également connue pour son hit Espresso.

## Biographie

### Jeunesse
Sabrina Carpenter naît à Quakertown, en Pennsylvanie, et grandit à East Greenville. Elle est scolarisée à domicile, avant d'emménager à Los Angeles pour sa carrière à l'âge de treize ans.
Elle est la benjamine de David Carpenter, un chef cuisinier, et d'Elizabeth Ann Carpenter, une ancienne danseuse devenue chiropraticienne. Elle a trois sœurs aînées : Cayla Nicolle Carpenter (née le 17 septembre 1991), issue d'une première union de son père, Shannon Marie Carpenter (née le 30 août 1994) et Sarah Elizabeth Carpenter (née le 10 octobre 1996).
Sabrina et sa sœur Sarah ont partagé une chaîne YouTube avec d'autres filles lorsqu'elles étaient plus jeunes. Elle s'est toujours intéressée au chant et à la musique. Elle crée sa propre chaîne YouTube en 2009 à l'âge de neuf ans, où elle poste des reprises. Sa première vidéo est une reprise de Taylor Swift, dont elle fait la première partie quinze années plus tard.
Elle termine troisième dans un concours de chant dirigé par Miley Cyrus, The Next Miley Cyrus Project.

### Carrière

#### 2011-2013:The Goodwin Games

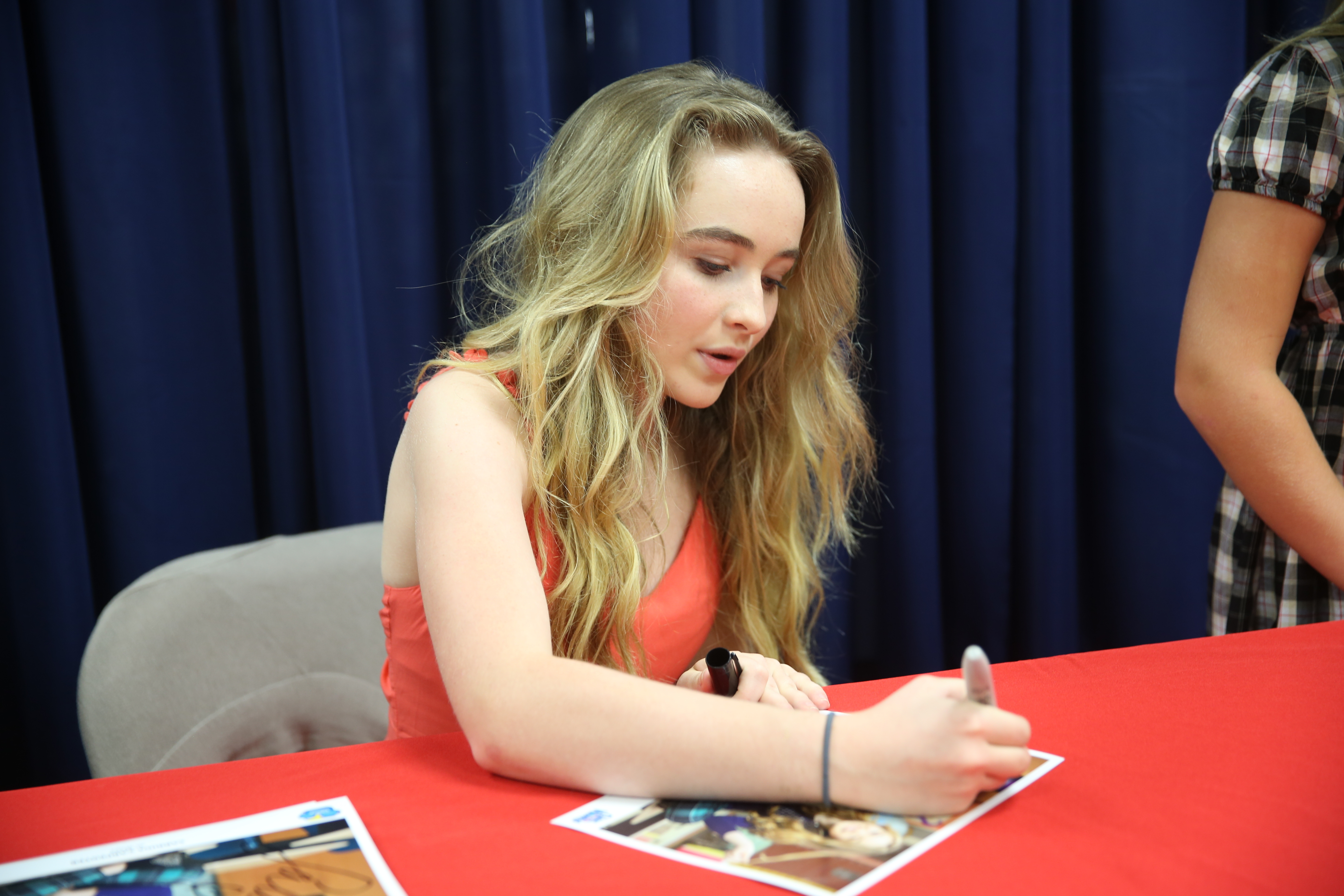
Sabrina Carpenter signant des autographes en août 2014.

Son premier rôle d'actrice, en 2011, est celui d'une figurante dans la série dramatique de NBC New York, unité spéciale. Elle interprétait le rôle d'une jeune fille violée, interrogée par le détective Elliot Stabler (Christopher Meloni),. En parallèle, elle intervient en direct à la station de télévision chinoise Hunan Broadcasting System (en), à l'occasion du Gold Mango Audience festival. Elle a aussi interprété la chanson Something's Got a Hold on Me d'Etta James, avec le style de Christina Aguilera dans le film Burlesque,, Channel Gulliver Quinn et la série pilote ABC The Unprofessional.
En janvier 2013, Sabrina Carpenter passe une audition pour le rôle de la rebelle Maya Hart dans la série de Disney Channel Le Monde de Riley, aux côtés de Rowan Blanchard, et l'obtient. La série est une suite de celle d'ABC Boy Meets World de 1993.
Elle joue en 2013 dans un film intitulé Horns de Alexandre Aja aux côtés de Daniel Radcliffe et apparaît en guest-star dans plusieurs séries comme Orange Is The New Black.

#### 2014-2015:Le Monde de RileyetEyes Wide Open
Sabrina Carpenter a chanté Smile pour l'album Disney Fairies: Faith, Trust And Pixie Dust ; la chanson est devenue populaire grâce à Radio Disney. Sa chanson All You Need est utilisée dans la série Princesse Sofia.

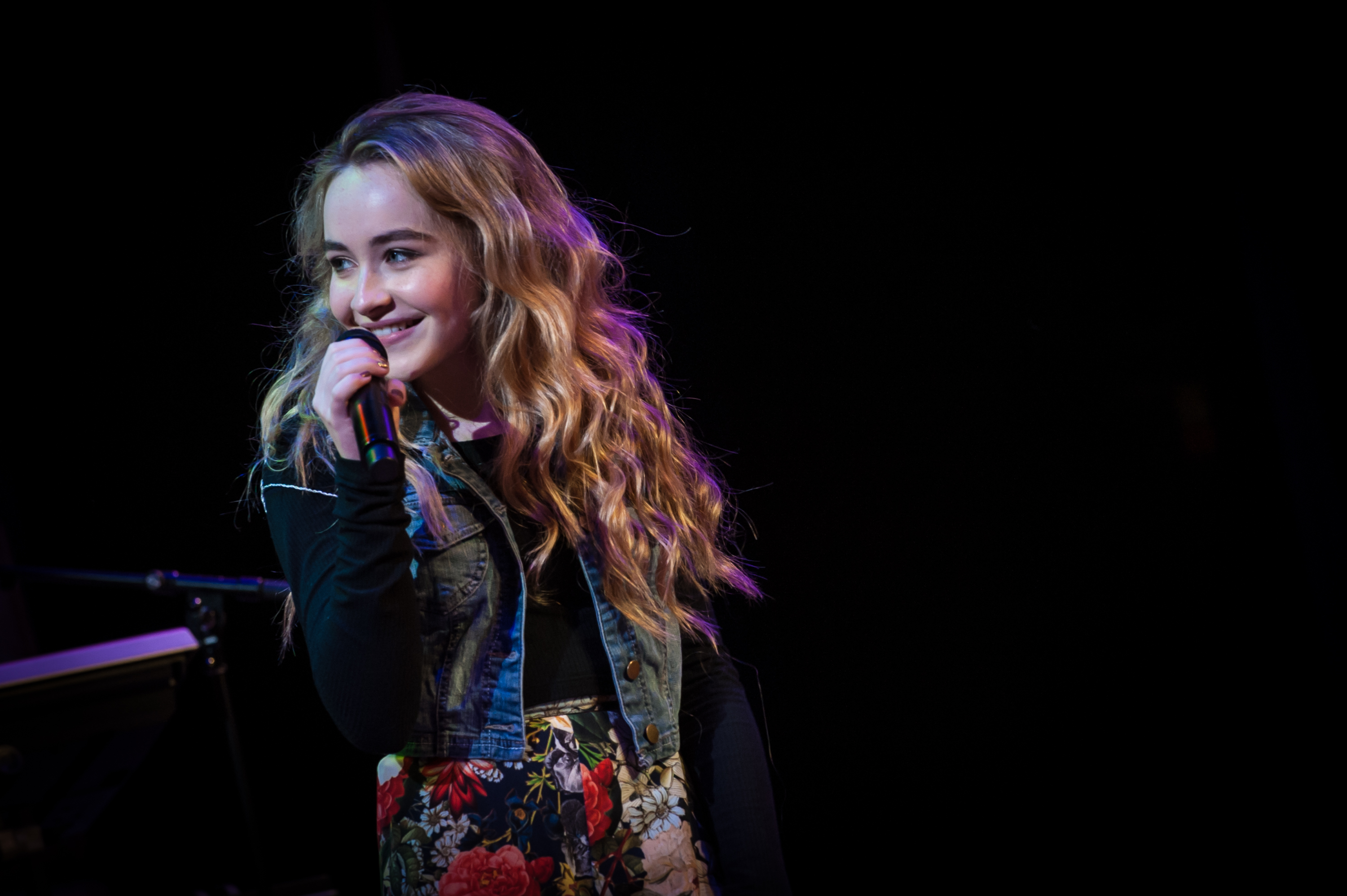
Sabrina Carpenter en 2014.

Le 14 mars 2014, elle sort son premier single, Can't Blame a Girl for Trying, en avant-première sur Radio Disney, et distribué par iTunes dans la journée. La chanson est son premier EP, sorti le 8 avril, lequel a été assez bien accueilli. Sabrina collabore au générique de Le Monde de Riley, Take on the World, avec son amie et coactrice Rowan Blanchard. Son premier album est annoncé pour fin 2014. Elle a participé à la chanson Stand Out du film Disney, Le Garçon idéal réalisé par Paul Hoen, diffusée pour la première fois en août 2014, sur Disney Channel. Le 20 juillet 2014, elle a prêté sa voix pour le Disney Channel Circle of Stars cover version de Je voudrais un bonhomme de neige.
En janvier 2015, il est annoncé que Sabrina Carpenter, avec Sofia Carson, jouera dans le Disney Channel Original Movie Babysitting Night, remake du film Nuit de folie.
Le 22 février, Sabrina annonce le titre de son premier album Eyes Wide Open. Il est précédé par le premier single We'll Be the Stars qui a été publié le 13 janvier 2015. En 2015, elle remporte un Radio Disney Music Awards dans la catégorie Best Crush Song pour sa chanson Can't Blame a Girl for Trying.
En décembre 2015, Sabrina joue le rôle de Wendy dans la production de la Pasadena Playhouse de Peter Pan and Tinker Bell: A Pirate's Christmas.

#### 2016: evolution

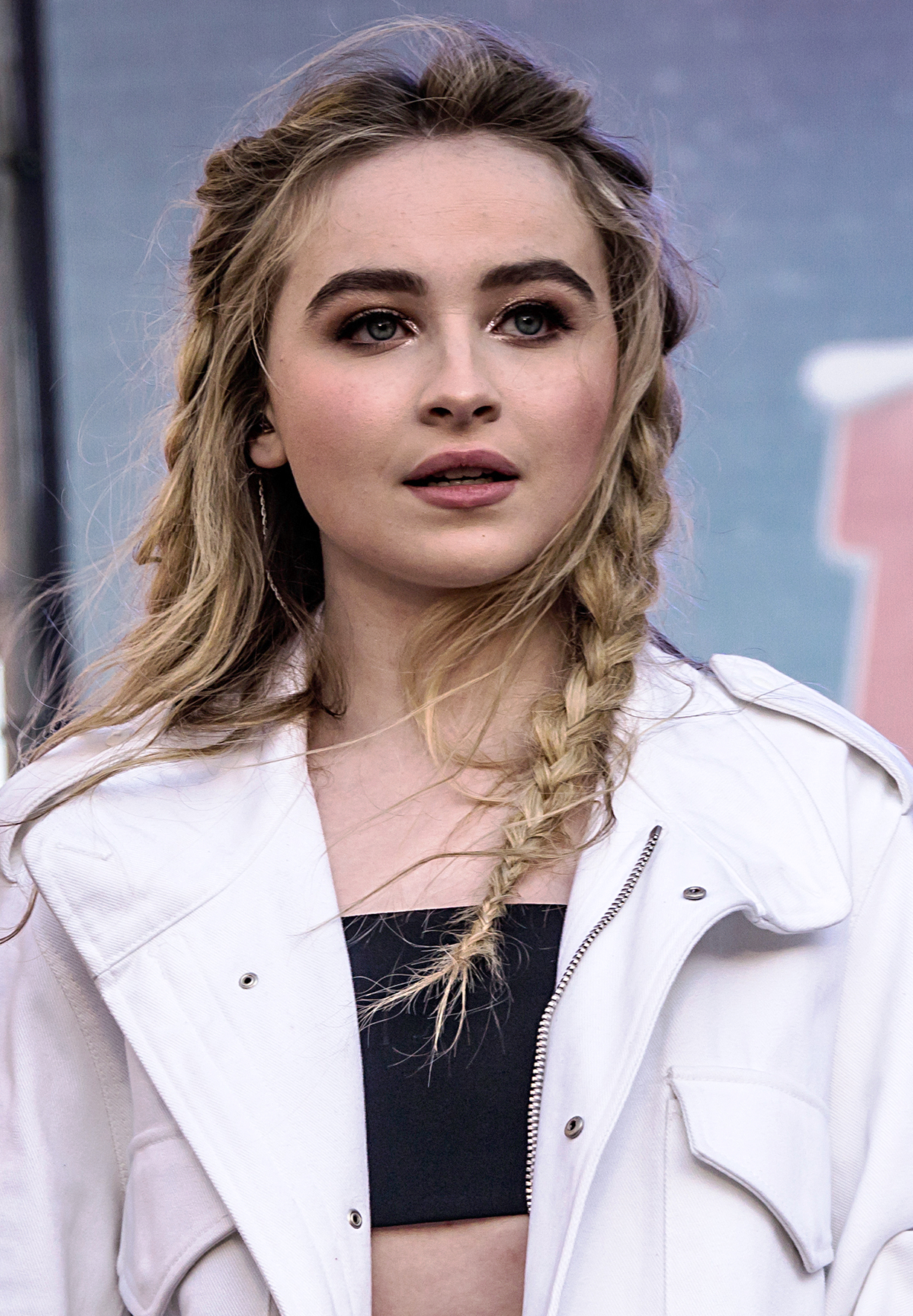
Sabrina Carpenter en 2016.

En août 2015, il est signalé que Sabrina Carpenter a commencé à travailler sur son deuxième album. Le 5 novembre, elle dévoile son nouveau single Christmas the Whole Year Round, publié une semaine plus tard.
Le 2 février 2016, Sabrina Carpenter annonce via les réseaux sociaux le premier single de son deuxième album, Smoke and Fire, qui est publié le 19 février. Le second single de son deuxième album, On Purpose, est publié le 29 juillet 2016. Le 14 octobre sort son deuxième album studio EVOLution.

#### 2017:Thumbs,WhyetThe De-Tour
En février 2017, elle publie plusieurs photos tirées de son nouveau clip Thumbs sur Instagram ainsi que sur Twitter. Quelques jours plus tard, soit le 9 février, elle publie le clip sur sa page YouTube. Le 27 avril 2017, Carpenter annonce sa tournée de l'été : The De-Tour. Elle parcourt les États-Unis au complet et va dans quelques provinces du Canada, pour terminer dans une salle de Toronto d'une capacité de 16 000 personnes. Le 27 juin, elle annonce sur Instagram, Facebook et Twitter la sortie de son prochain single Why, disponible le 7 juillet. Le 6 juillet, lors d'un concert à Vancouver, elle annonce son deuxième single Alone Together.
Fin août 2017, elle annonce qu'elle jouera le rôle de Hailey dans l'adaptation cinématographique du best-seller The Hate U Give d'Angie Thomas, réalisée par George Tillman Jr. et sorti en 2018.
Elle collabore avec Lost Kings (en) dans une chanson nommée First Love (en), sortie le 13 octobre 2017.
Elle interprète le générique de la série Andi de Disney Channel, Tomorrow Starts Today.
En 2017, elle apparaît dans la série Soy Luna pour un épisode en tant qu'invité et elle y interprète son single Thumbs.

#### 2018-2019:Singular: Acts I et II

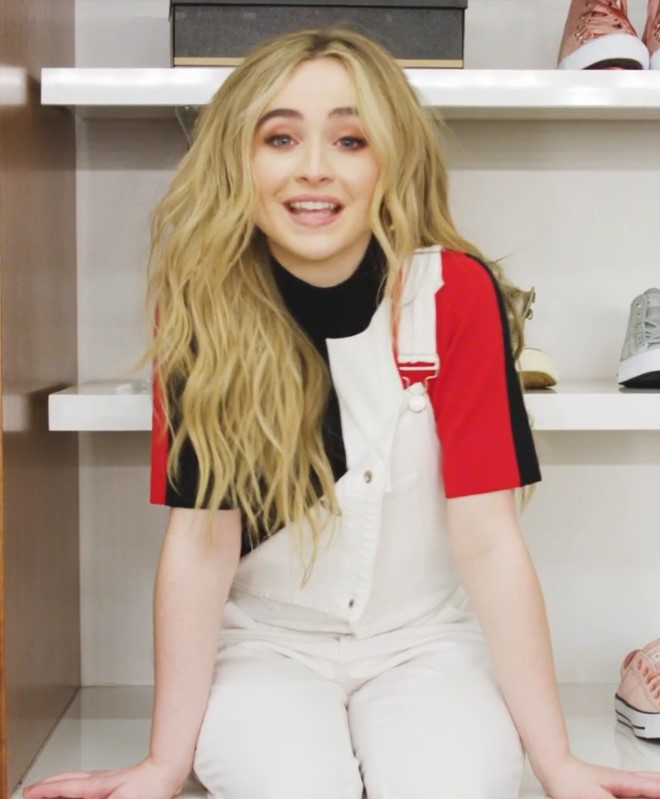
Sabrina Carpenter en 2019.

Le 13 avril 2018, elle sort son nouveau single, Alien, en collaboration avec le DJ Jonas Blue. En mai 2018, Sabrina Carpenter suggère le single de son prochain et troisième album. Le single Almost Love est dévoilé le 6 juin 2018. Elle annonce ensuite que l'album se nomme Singular: Act 1 et qu'il devrait sortir durant l'hiver. Son nouveau single intitulé Paris, sorti le 24 octobre, fait partie de son nouvel album. Quelques jours plus tard, soit le 1er novembre, elle met en ligne Bad Time. Un peu plus d'une semaine plus tard, l'album composé de huit morceaux est publié. La deuxième partie de l'album se nomme Singular : Act 2, et sort courant 2019. Le 2 mars 2019 lors du Singular Tour, elle interprète deux nouvelles chansons : Pushing 20 qui est sortie le 8 mars 2019, et Exhale qui figure dans son prochain album Singular: Act II, sortie en tant que second single de l'album le 3 mai.
Le 3 juin 2019, elle dévoile via les réseaux sociaux la date de sortie de son Singular: Act II, après une campagne de publicité au cœur de Times Square où l'artiste a envoyé la pochette de son futur album via le système d'échange de données AirDrop. Ce dernier sort le 19 juillet 2019.

#### 2019-2020: révélation cinématographique
Le 2 mai 2019, Sabrina Carpenter est officialisée dans le rôle principal du film Netflix Work It, produit par Alicia Keys, avec Jordan Fisher, Liza Koshy et Keiynan Lonsdale et dont elle est également l'une des productrices déléguées. Le film sort le 7 août 2020 sur la plateforme.
En septembre 2019, elle obtient un rôle principal dans le film Clouds, porté par Fin Argus aux côtés de Madison Iseman, Neve Campbell, Tom Everett Scott et Lil Rel Howery. Réalisé et produit par Justin Baldoni. Le film raconte l'histoire vraie de Zach Sobiech, un homme atteint d'une forme rare de cancer des os, appelé ostéosarcome, qui a écrit et enregistré la chanson Clouds pour sa famille et pour ses amis et l'a publiée sur YouTube en décembre 2012 avant de mourir en mai 2013, peu de temps après ses dix-huit ans,. En septembre 2020, la vidéo de Zach a recueilli plus de quinze millions de vues. Le 14 mai 2020, il est annoncé que Disney+ a acquis les droits de distribution du film de Warner Bros., à l'occasion de l'impact de la pandémie sur l'industrie cinématographique,. Le film Clouds sort en exclusivité sur Disney+ dans tous les pays où le service est disponible le 16 octobre 2020,.
En mars 2020, Carpenter rejoint la troupe de la comédie musicale Mean Girls, jouée au August Wilson Theatre à Broadway, dans le rôle de Cady Heron. Ce rôle marque ses débuts à Broadway. Alors qu'elle devait interpréter le rôle jusqu'au mois de juin, la fermeture des théâtres à cause de la pandémie de Covid-19 est annoncée le lendemain de sa première et unique représentation, le 11 mars.
En avril 2020, Sabrina est apparue dans une version caritative de If the World Was Ending (en) par JP Saxe et Julia Michaels, qui soutient Médecins sans frontières dans le cadre de la pandémie.
Le 25 septembre 2020, elle collabore avec Zara Larsson à un remix de Wow (en).

#### Depuis 2021: nouveau départ musical etShort n'Sweet
En janvier 2021, après son départ d'Hollywood Records, Sabrina signe avec le label Island Records. Elle publie le single Skin (en) le 22 janvier, en tant que premier single de son cinquième album studio à venir. Le 1er février, elle sort le clip vidéo de la chanson, dans lequel apparaît l'acteur Gavin Leatherwood.
En juin 2023, Taylor Swift annonce que Sabrina assurera la première partie des spectacles de sa tournée The Eras Tour au Mexique, en Argentine et au Brésil.
En mai 2024, avec sa chanson Espresso, elle se classe pour la première fois en tête des ventes de singles au Royaume-Uni, en Irlande et en Australie,. Le titre entre dans le top dix de plusieurs pays. Son sixième album Short n' Sweet, arrive également en tête des classements dans de nombreux pays.
Le 2 février 2025, Sabrina Carpenter est récompensée aux Grammy Awards en remportant le prix du meilleur album pop pour Short n' Sweet et le prix de la meilleure chanson pop solo pour Espresso.
Le 3 mars 2025, elle débute sa tournée européenne par un concert à Dublin. Elle s'achève le 23 mars à Amsterdam.

## Vie privée
Sabrina Carpenter est associée à plusieurs personnalités publiques au cours de sa carrière. Ses relations attirent souvent l'attention des médias et du public.
Elle est en couple avec Bradley Steven Perry de 2014 à 2015, avec qui elle a également travaillé. Elle fréquente Griffin Gluck de 2019 à 2020.
De 2020 à 2021, elle est en couple avec l'acteur Joshua Bassett. En 2022, elle a une brève relation avec Dylan O'Brien, puis, en 2023, une autre avec Shawn Mendes.
À partir de novembre 2023, elle est en couple avec l'acteur irlandais Barry Keoghan, qui apparaît notamment à ses côtés dans le clip Please Please Please. En décembre 2024, People annonce que Carpenter et Keoghan sont séparés, après environ une année ensemble.

## Filmographie

### Cinéma
- 2012 : Noobz de Blake Freeman : Brittney
- 2013 : Horns d'Alexandre Aja : Merrin Williams jeune
- 2018 : The Hate U Give : La Haine qu'on donne (The Hate U Give) de George Tillman Jr. : Hailey
- 2019 : The Short History of the Long Road d'Ani Simon-Kennedy : Nola
- 2019 : Tall Girl de Nzingha Stewart : Harper Kreyman
- 2020 : Work It de Laura Terruso : Quinn Ackerman (également productrice déléguée)
- 2020 : Clouds de Justin Baldoni : Sammy Brown
- 2022 : Appel d'urgence (Emergency) de Carey Williams : Maddy
- 2022 : Tall Girl 2 d'Emily Ting : Harper Kreyman

### Télévision

#### Téléfilms
- 2016 : Babysitting Night (Adventures in Babysitting) de John Schultz : Jenny Parker

#### Séries télévisées
- 2011 : New York, unité spéciale (Law & Order: Special Victims Unit) : Paula Moretti (saison 12, épisode 12)
- 2012 : Phinéas et Ferb (Phineas and Ferb) : Sissi (voix - saison 3, épisode 32)
- 2013-2018 : Princesse Sofia (Sofia the First) : la Princesse Vivian (voix - 16 épisodes)
- 2013 : The Goodwin Games : Chloe Goodwin jeune (saison 1, 5 épisodes)
- 2013 : Orange Is the New Black : Jessica Wedge (saison 1, épisode 9)
- 2013 : Austin et Ally (Austin and Ally) : Lucy Glucksman (saison 2, épisode 24)
- 2014-2017 : Le Monde de Riley (Girl Meets World) : Maya Hart (rôle principal, 72 épisodes)
- 2016 : Wander (Wander Over Yonder) : Mélodie (voix - saison 2, épisode 16)
- 2016-2019 : La Loi de Milo Murphy (Milo Murphy's Law) : Melissa Chase (voix - rôle principal, 40 épisodes)
- 2017 : Soy Luna : elle-même (2 épisodes)
- 2018 : Mickey et ses amis : Top Départ ! (Mickey and the Roadster Racers) : Nina Glitter (voix - saison 2, épisode 35)
- 2020 : Royalties : Bailey Rouge (saison 1, 3 épisodes)

#### Television special
- 2015 : Radio Disney Family Holidays de Jay Lehrfeld et Ron Pomerantz
- 2024 : A Nonsense Christmas with Sabrina Carpenter de Sam Wrench

## Théâtre
- 2020 : Mean Girls au August Wilson Theatre (Broadway) : Cady Heron (remplacement en mars 2020)[note 1]

## Discographie

### Albums studio
- 2015 : Eyes Wide Open
- 2016 : Evolution (en)
- 2018 : Singular Act I (en)
- 2019 : Singular Act II (en)
- 2022 : Emails I Can't Send
- 2024 : Short n' Sweet
- 2025 : Man's Best Friend

### EPs
- 2023 : Fruitcake

## Tournées
Note : Album associé désigne l'album principalement promu lors de cette tournée. Chaque tournée peut contenir des chansons de précédents albums.
| Année     | Tournée                  | Note                                      | Album associé                       |
| --------- | ------------------------ | ----------------------------------------- | ----------------------------------- |
| 2016-2017 | Evolution Tour           | Tournée mondiale                          | Eyes Wide Open Evolution (en)       |
| 2017      | Dangerous Woman Tour     | Première partie d'Ariana Grande (2 dates) | Evolution (en)                      |
| 2017      | The De-Tour              | Uniquement en Amérique du Nord            | Evolution (en)                      |
| 2017      | UK Arena Tour            | Première partie du groupe The Vamps       | Evolution (en)                      |
| 2019      | Singular Tour            | Tournée mondiale                          | Singular: Act I (en)                |
| 2022-2023 | Emails I Can't Send Tour | Tournée mondiale                          | Emails I Can't Send Singular: Act l |
| 2023-2024 | The Eras Tour            | Première partie de Taylor Swift           | Emails I Can't Send                 |
| 2024-2025 | Short n' Sweet Tour      |                                           | Short n' Sweet                      |

## Prix et distinctions
- 2025 : Prix du meilleur Album vocal pop avec Short n' Sweet au Grammy Awards 2025[47]